# Astragalus juratzkanus
Astragalus juratzkanus es una especie de planta del género Astragalus, de la familia de las leguminosas, orden Fabales.

## Distribución
Astragalus juratzkanus se distribuye por Irán y Turkmenistán.

## Taxonomía
Fue descrita científicamente por Freyn & Sint. Fue publicada en Bull. Herb. Boissier, sér. 2, 5: 567 (1905).